# Éloi Leclerc
Éloi Leclerc OFM, właśc. Henri Leclerc (ur. 24 czerwca 1921 w Landerneau, zm. 13 maja 2016 w Saint-Servan) – francuski ksiądz katolicki, franciszkanin, pisarz, autor dzieł o tematyce religijnej, głównie dotyczących osoby św. Franciszka z Asyżu.

## Życiorys
Urodził się 24 czerwca 1921 w Landerneau jako syn wojskowego, a później nauczyciela licealnego, Eugène’a Leclerca, pochodzącego z Franche-Comté, i Marie Kerouanton. Był jednym z ich jedenaściorga dzieci. Odebrał wychowanie głęboko katolickie, mimo że rodzina miała korzenie protestanckie, a jeden z przodków był wydawcą Biblii. Henri Leclerc odbył naukę na poziomie średnim w szkole franciszkańskiej w Fontenay-sous-Bois. W 1939 wstąpił do nowicjatu franciszkanów w Amiens, gdzie przyjął imię Éloi (Eliasz). Następnie studiował filozofię w Carrières-sous-Poissy. Pierwsze śluby zakonne złożył w grudniu 1940 w Quimper.
Wysłany we wrześniu 1943 do Niemiec na roboty przymusowe w ramach Service du travail obligatoire, pracował jako konserwator na dworcu kolejowym w Kolonii. W lipcu 1944 Gestapo zatrzymało go wraz z 60 innymi seminarzystami, księżmi i zakonnikami pod zarzutem propagandy antynazistowskiej. Internowany w więzieniu w Brauweiler, przez dwa miesiące był poddawany nieustannym przesłuchaniom. Następnie został wysłany do niemieckiego obozu koncentracyjnego w Buchenwaldzie. W kwietniu 1945, w obliczu zbliżania się wojsk alianckich, obóz ewakuowano. Po zagnaniu więźniów pieszo na dworzec w Weimarze przewieziono ich pociągiem towarowym do Dachau (KL), przy czym przejazd trwał od 7 do 28 kwietnia 1945. Wielu z więźniów nie przetrwało warunków podróży, w czasie której stłoczeni byli po 90–100 osób w wagonie. Éloi Leclerc został uwolniony przez amerykańskich żołnierzy w następnym dniu po ich przybyciu do Dachau. Nie wspominał tych traumatycznych doświadczeń wojennych aż do roku 1999, kiedy napisał o nich w książce Le soleil se lève sur Assise.
Święcenia kapłańskie otrzymał w Poissy w lipcu 1948, po czym przez trzy lata kontynuował studia w Instytucie Katolickim w Paryżu. W 1951 roku mianowany został profesorem filozofii we franciszkańskim seminarium w Mons-en-Barœul w pobliżu Lille. Z powodu komplikacji zdrowotnych nie mógł uczestniczyć w pełni życia parafialnego i działalność pisarska stała się dla niego substytutem działalności duszpasterskiej. Pisanie rozpoczął pod koniec lat 50., koncentrując się na postaci św. Franciszka z Asyżu. Następnie nauczał filozofii w klasztorze w Metz (od 1963 roku), a do roku 1983 w szkole franciszkańskiej w Phalsbourgu.
Przez lata żył samotnie w pustelni Bellefontaine (Maine-et-Loire), po czym w 1998 zamieszkał u zakonnic ze zgromadzenia Petites sœurs des pauvres w Saint-Servan, gdzie zmarł 13 maja 2016.
Éloi Leclerc był bratem Édouarda Leclerca, który założył w 1949 sieć sklepów wielkoformatowych E.Leclerc.

## Twórczość
Éloi Leclerc był autorem około 20 książek. Jego pisarstwo spotkało się z dużym uznaniem we Francji i wielu innych krajach. Książki Leclerca zostały przetłumaczone łącznie na kilkanaście języków, w tym japoński, koreański i chiński. Największe powodzenie osiągnęła jego pierwsza praca Mądrość Biedaczyny wydana w 1959. Wielokrotnie wznawiana we Francji, a także przetłumaczona na inne języki (w tym polski), stanowi trwałe odwołanie na polu duchowości chrześcijańskiej. Książka jest rodzajem powieści biograficznej mocno opartej na faktach z życia św. Franciszka, ale niepozbawionej elementów fikcji literackiej. Opowiada historię ostatnich lat życia świętego, kiedy stanął on wobec kryzysu założonego przez siebie zakonu. Autor pokazał, w jaki sposób św. Franciszek zmagał się z różnymi aspektami tej sytuacji i w jaki sposób zwycięsko z nich wyszedł, stając się wzorem chrześcijańskiej postawy.

## Lista dzieł
Poniższa lista obejmuje ważniejsze dzieła tego autora w ujęciu chronologicznym wraz z wydaniami polskimi.
- Sagesse d’un pauvre, Paryż, Éditions Franciscaines, 1959 (wyd. polskie: Mądrość Biedaczyny, Wrocław, 1999, Wydawnictwo Haleeis, tłum. Mariusz Karandysz)
- Exil et tendresse, Paryż, Éditions Franciscaines, 1962
- Le „Cantique des créatures” ou les Symboles de l’union, une analyse de saint François d’Assise, Paryż, Fayard, 1970
- Le chant des sources, Paryż, Éditions Franciscaines, 1976 (wyd. polskie: Pieśń źródeł, 2013, Wydawnictwo OO. Bernardynów Calvarianum, tłum. Wacław Michalczyk OFM)
- Matthias Grünewald: la nuit est ma lumiére, Paryż, Desclée de Brouwer, 1984
- Le royaume caché, Paryż, Desclée de Brouwer, 1987 (wyd. polskie: Ukryte królestwo, Poznań, 2004, W drodze, tłum. Beata Stefaniak)
- „Le Cantique des créatures”: une lecture de saint François d’Assise, Paryż, Desclée de Brouwer, 1988
- Dieu plus grand, 1990
- Dieu plus grand.Paris, Desclée de Brouwer, 1990
- Rencontre d’immensités: une lecture de Pascal, Paryż, Desclée de Brouwer, 1993
- Un maître à prier: François d’Assise, Paryż, Éditions Franciscaines, 1996
- Chemin de contemplation, Paryż, Desclée de Brouwer, 1997
- Le Maître du désir: une lecture de l’Évangile de Jean, Paryż, Desclée de Brouwer, 1997
- François d’Assise: le retour à l’Évangile, Paryż, Desclée de Brouwer, 1998 (wyd. polskie: Franciszek z Asyżu – powrót do Ewangelii, 2013, Wydawnictwo OO. Bernardynów Calvarianum, tłum. Wacław Michalczyk OFM, Stanisław Nowakowski OFM)
- Le soleil se lève sur Assise, Paryż, Desclée de Brouwer, 1999 (wyd. polskie: Nad Asyżem wstaje słońce, 2000, Wydawnictwo Księży Marianów, tłum. Aleksandra Frej)
- Instruments de paix: documents franciscains sur la Justice, la Paix et la Sauvegarde de la Création, Paryż, Éditions Franciscaines, 2000
- Jeanne Jugan: Le désert et la rose, Paryż, Desclée de Brouwer, 2000
- Chagall, un vitrail pour la paix, Paryż, Mame, 2001
- Pâques en Galilée ou la rencontre du Christ Pascal, Paryż, Desclée de Brouwer, 2003
- Giotto: François, l’humilité radieuse, Paryż, Ars Latina Editions, 2006
- Le Père immense: une lecture de la „Lettre de saint Paul aux Éphésiens”, Paryż, Desclée de Brouwer, 2006
- Saint François d’Assise: l’homme fraternal, Paryż, Desclée de Brouwer, 2006
- Le Royaume révélé aux petits, Paryż, Desclée de Brouwer, 2009
- Sainte Jeanne Jugan: tendresse de Dieu pour la Terre, Paryż, Desclée de Brouwer, 2009
- Le peuple de Dieu dans la nuit, Paryż, Éditions Franciscaines, 2012
- François: l’homme fraternal, Paryż, Éditions Franciscaines, 2013
- Saint François d’Assise: de la croix à la gloire, Paryż, Éditions Franciscaines, 2013